# Juli Pons i del Castillo
Juli Pons i del Castillo (Barcelona, 1895 - Barcelona, 1974) fou un pianista i compositor barceloní.

## Biografia
Fou un dels deixebles més importants d'Enric Granados, a l'acadèmia del qual estudià piano. Allà va rebre el premi de la medalla d'or , i més tard (1926), hi exerciria com a professor. Va estudiar harmonia amb Antoni Nicolau, contrapunt amb Eusebi Daniel i composició amb Josep Barberà a l'Escola Municipal de música de Barcelona. Va acabar els seus estudis a París amb el professor Charles Koechlin.
S'inicià com a concertista a la Sala Granados i a la Sala Mozart, punts de partida dels seus concerts a Barcelona, també va actuar a l'Ateneu Barcelonès. Va tocar a Madrid, París, Brussel·les i Suïssa. A Barcelona va actuar periòdicament al Palau de la Música Catalana.
L'any 1926 funda l'associació Juli Pons, amb la funció de proporcionar ensenyament musical a totes aquelles persones que no tinguessin recursos econòmics.
Juli Pons i del Castillo va ser un gran concertista, considerat un dels pianistes que va agafar el llegat d'Enric Granados.

## Obres
- Concert per a piano i orquestra.
- Les tres de Jerusalem.
- Cançons , per a veu i piano
- Quartet, Sonata intercromàtica.
- Pastoral; Valses catalanes.